# シクロドデカン
シクロドデカン (Cyclododecane) はC12H24の化学式を持つシクロアルカンである。
主に難燃剤、洗剤その他の化学物質製造の中間体として用いられる。
また、もろい物体や構造的に弱い材料等の接合・保存のために、一時的な揮発性結合材として用いられる。これは考古学の発掘調査や出土品、美術品の輸送の際の保護として、また清掃の際の水濡れ防止として用いられる。他の揮発性結合材と比べ蒸発が比較的遅いため、層は数週間持続する。残留物を残さないためには、非常に純粋なシクロドデカンを用いなければならない。融解状態または非極性有機溶媒への溶解状態で供給される。本物質以外の揮発性結合剤として、カンフェン、トリシクレン、またいくつかの制限下でメントール等が用いられる。
シクロドデカンは揮発性が高く、また容易に生分解や加水分解されないため、環境中に残留しやすい。親油性で、土壌粒子の表面に吸着された状態で環境中に存在する。脂肪組織に蓄積するため、生物濃縮される可能性が高い。